# セレスティス
セレスティス（英語: Celestis, Inc.）は、アメリカの葬祭業者である。火葬した遺骨を宇宙に打ち上げる「宇宙葬」を行う企業として知られている。民間宇宙企業であるスペース・サービシスの子会社である。同社は様々なロケットによって打ち上げられるピギーバック衛星として、火葬した遺骨を打ち上げている。個人の火葬された遺骨全体を打ち上げるのには莫大な費用がかかるため、セレスティスはそれを1～7グラムにして打ち上げている。

## 概要
セレスティスは1997年以来多くの故人の遺骨を宇宙に打ち上げており、その中にはスタートレックのプロデューサーであったジーン・ロッデンベリーや、心理学者のティモシー・リアリーなどの著名人も含まれている。
打ち上げられる故人の遺族や友人は通常、打ち上げを見送ることができる他、打上げ施設の見学ツアーや、打上げ前に行われる宗教にとらわれない追悼セレモニーに参加できる。セレスティスはまた、生前の宇宙葬の準備も支援している。
日本では2013年から株式会社銀河ステージが同社の正規代理店として日本人の宇宙葬への参加を受け付けている。

## ミッション
| 打ち上げ年月日 | 打ち上げロケット       | ミッション名                   | 著名人 | 目的地                 | 結果 | 備考 |
| -------------- | ---------------------- | ------------------------------ | --- | ---------------------- | ---- | --- |
| 1997年4月21日  | ペガサスXL             | ファウンダーズ・フライト       | ジーン・ロッデンベリー ジェラード・K・オニール ティモシー・リアリー                                                                                        | 地球周回軌道           | 成功 | 2002年5月20日に大気圏再突入 |
| 1998年1月7日   | アテナ                 | ルナ01・フライト               | ユージン・シューメーカー | 月                     | 成功 | ルナ・プロスペクターに搭載され、1999年7月31日に月に着陸した。 |
| 1998年2月10日  | トーラス               | アド・アストラ・フライト       | | 地球周回軌道           | 成功 | |
| 1999年12月21日 | トーラス               | オデッセイ・フライト           | | 地球周回軌道           | 成功 | アリラン1号とACRIMSATとの相乗りで打ち上げられた。 |
| 2007年4月28日  | スペースロフトXL       | レガシー・フライト             | ゴードン・クーパー ジェームズ・ドゥーアン | 弾道飛行               | 成功 | 宇宙に達した後地球に戻り、回収された。 |
| 2008年8月3日   | ファルコン1            | エクスプローラーズ・フライト   | ゴードン・クーパー ジェームズ・ドゥーアン | 地球周回軌道           | 失敗 | 軌道投入に失敗した。 |
| 2009年5月2日   | スペースロフトXL       | ディスカバリー・フライト       | | 弾道飛行               | 失敗 | 宇宙に到達できなかった。 |
| 2010年5月4日   | スペースロフトXL       | パイオニア・フライト           | | 弾道飛行               | 成功 | 宇宙に達した後地球に戻り、回収された。 |
| 2011年5月20日  | スペースロフトXL       | ゴッダード・フライト           | | 弾道飛行               | 成功 | 宇宙に達した後地球に戻り、回収された。 |
| 2012年5月22日  | ファルコン9            | ニュー・フロンティア・フライト | ゴードン・クーパー ジェームズ・ドゥーアン | 地球周回軌道           | 成功 | 第2ステージに取り付けられ、補給船「ドラゴン」とともに打ち上げられた。308人の遺骨が搭載され、同年6月27日、大気圏に再突入した。                                                                         |
| 2013年6月21日  | スペースロフトXL       | センテニアル・フライト         | | 弾道飛行               | 成功 | 宇宙に達した後地球に戻り、回収された。 |
| 2014年10月23日 | スペースロフトXL       | コネストガ・フライト           | | 弾道飛行               | 成功 | 宇宙に達した後地球に戻り、回収された。 |
| 2015年11月6日  | スペースロフトXL       | トリビュート・フライト         | | 弾道飛行               | 成功 | 宇宙に達した後地球に戻り、回収された。 |
| 2018年9月17日  | スペースロフトXL       | スターシーカー・フライト       | | 弾道飛行               | 成功 | 宇宙に達した後地球に戻り、回収された。 |
| 2019年6月25日  | ファルコンヘビー       | ヘリテージ・フライト           | ウイリアム・ポーグ | 地球周回軌道           | 成功 | STP-2の一つとして打ち上げられた。 |
| 2021年1月24日  | ファルコン9            | ホライゾン・フライト           | | 地球周回軌道           | 成功 | スペースXの衛星ライドシェアプログラム「Transporter-1」における相乗り衛星の一つとして打ち上げられた。                                                                                                  |
| 2022年5月25日  | ファルコン9            | アセンション・フライト         | | 地球周回軌道           | 成功 | スペースXの衛星ライドシェアプログラム「Transporter-5」における相乗り衛星の一つとして打ち上げられた。                                                                                                  |
| 2023年4月14日  | ファルコン9            | エクセルシオール・フライト     | | 地球周回軌道           | 成功 | スペースXの衛星ライドシェアプログラム「Transporter-7」における相乗り衛星の一つとして打ち上げられた。                                                                                                  |
| 2023年5月1日   | スペースロフトXL       | オーロラ・フライト             | | 弾道飛行               | 失敗 | 点火から約3秒後にロケットが異常に見舞われ失敗に終わった。遺骨の入ったカプセルは全て回収することができ、これらは2024年に実施予定の「パーシビアランス・フライト」で再度打ち上げられる予定となっている。 |
| 2024年1月8日   | ヴァルカン・セントール | エンタープライズ・フライト     | ジーン・ロッデンベリー メイジェル・バレット ジェームズ・ドゥーアン ジョージ・ワシントン ジョン・F・ケネディ ドワイト・D・アイゼンハワー ロナルド・レーガン | 深宇宙（太陽周回軌道） | 成功 | ヴァルカン・セントールの初打ち上げ。第2段エンジンであるセントールVに固定され、深宇宙に投入された。 |
| 2024年1月8日   | ヴァルカン・セントール | トランクイリティ・フライト     | | 月                     | 失敗 | ヴァルカン・セントールの初打ち上げ。Peregrine Mission Oneに「Luna 02」として搭載されたが、推進システムのトラブルで月に辿り着けないことになり、同年1月18日に地球の大気圏に突入し燃え尽きた。           |